# Станьков, Виталий Станиславович
Вита́лий Станисла́вович Станько́в (26 сентября 1921, Петроград — 25 мая 1984, Рига) — российско-латвийский трубач, артист симфонического оркестра Ленинградского радио и оркестра Рижского театра муз. комедии, солист симфонического оркестра Латвийского радио и телевидения, Заслуженный артист Латвийской ССР (1956).

## Биография
С 1936 по 1941 год Виталий Станьков учился в Ленинградском музыкальное училище имени Римского-Корсакова по классу Эмиля Тронье. В 1943—1944 годах он учился в Ленинградской консерватории у Александра Шмидта.
С 1943 по 1945 год Станьков играл в симфоническом оркестре Ленинградского радио. С 1946 по 1958 год он был солистом Латвийского радио и телевидения. В 1956 году Виталию Станькову было присвоено звание заслуженный артист Латвийской ССР. С 1958 по 1984 он играл в оркестре Рижского театра муз. комедии.